# ماريوس ليكاس
ماريوس ليكاس (باليونانية: Μάριος Λέκκας) عارض أزياء يوناني، من مواليد أثينا، اليونان 5 أبريل 1979. بدأ العمل في مجال النمذجة أو عرض الأزياء في ال23 من عمره. مؤخرًا، مشى ليكاس على المسرح لعرض أزياء فرانكي موريلو، غازاريني، جورجو أرماني وفيرزاتشي خلال أسبوع الموضة في ميلانو. أختير ليكاس كوجه ترويجي على الأقل لثلاث حملات دعائية لعطور خلال سنواته المهنية الست الماضية: بولغاري، ماكس فاكتور وأنغارو مان.
حاليًا ليكاس يمثل من قبل 17 وكالة عارضي أزياء على الأقل، من ضمنها فاشن موديل مانجمنت (ميلانو)، إم جي إم موديلز (باريس)، دي إن أي موديلز (نيويورك)، نيكست موديلز (لندن)، وفيو مانجمنت (برشلونة).

## وصلات إضافية
- الموقع الرسمي نسخة محفوظة 16 أكتوبر 2007 على موقع واي باك مشين.
- وكالة مارلين
- دي إن أي موديلز
- ستورم موديلز
- فيو مانجمينت